# Boris-Pergamenschikow-Preis
Der Boris-Pergamenschikow-Preis ist ein nach dem Cellisten und Pädagogen Boris Pergamenschtschikow benannter Musikpreis der ein zentrales Anliegen, Musik in umfassenden Dimensionen zu vermitteln, aufgreift und die durch die Juroren ausgezeichneten Musiker fördert. Die Schirmherrschaft für den Boris-Pergamenschikow-Preis wird durch Tatjana Pergamenschikow und Sir András Schiff übernommen.
Mit dem Preis werden nach einem alle zwei Jahre ausgetragenen Wettbewerb herausragende kammermusikalische Leistungen ausgezeichnet. Er wurde von der Gesellschaft der Freunde und Förderer der Hochschule für Musik „Hanns Eisler“ Berlin e.V. initiiert. Die teilnehmenden Musiker durften am Tag des Wettbewerbs das 30. Lebensjahr nicht überschritten haben und ein Musiker aus dem jeweiligen Kammermusik-Ensemble musste an einer Musikhochschule eingeschrieben sein. Die erstmalige Vergabe des Boris-Pergamenschikow-Preises fand im Jahr 2005 statt.

## Juroren von 2005 bis 2022
Der Kreis der Juroren setzt sich aus verschiedenen Persönlichkeiten, Professoren, Dozenten und Musikern unterschiedlicher Institutionen zusammen.

## Preisträger von 2005 bis 2022
Den Wettbewerb im Jahr 2005 gewann das „Chagall-Quartett“ bestehend aus Stefan Hempel (Violine), Serge Verheylewegen (Violine), Max Schmiz (Viola) und Jan Ickert (Violoncello).
Preisträger des Jahres 2007 wurde das „Trio Ovid“ mit Katja Lämmermann (Violine), Amalia Aubert (Viola) und Mischa Meyer (Violoncello). Mit dem Kompositionsauftrag für ein Streichtrio wurde Sarah Nemtsov prämiert.
Mit dem Preis des Jahres 2009 wurde das „Trio Vis“ mit den Musikern Roy Amotz (Flöte), Matan Porat (Klavier) und Ira Givol (Violoncello) ausgezeichnet. Der Kompositionsauftrag wurde an Matan Porat verliehen.
Im Wettbewerb des Jahres 2011 wurde der Boris-Pergamenschikow-Preis zweimal verliehen. Prämiert wurden das „Anima Quartett“ mit Evgeniya Norkina (Violine), Alexandra Samjedova (Violine), Maria Dubovik (Viola) und Vladimir Reschetko (Violoncello). Die zweite Prämierung wurde an das „Trio Onyx“ mit Rho-MeiYu (Schlagzeug), Eva Boesch (Violoncello) und Marie Schmit (Violoncello) vergeben. Die Sonderpreise für jeweils einen Kompositionsauftrag wurden an Ana Sokolovic (Commedia dell`arte III) und Johannes Schöllhorn (notturno (lucciole)) verliehen.
Preisträger des Wettbewerbs im Jahr 2013 wurde das „Trio Korngold“ bestehend aus Diana Tishchenko (Violine), Kajana Packo (Violoncello) und Joachim Carr (Klavier). Mit dem Kompositionsauftrag wurde Mirela Ivicevic von den Juroren prämiert.
Am Wettbewerb des Jahres 2016 durften Kammermusik-Ensembles aller Musikhochschulen aus Deutschland, der Schweiz und Österreich teilnehmen, die mit mindestens einem Violoncello besetzt sind. Neben der Aufführung eines oder mehrerer Stücke aus der Zeit nach 1950 muss das Ensemble einen Vortrag über das Stück gestalten, der das Werk in seinen zeitgeschichtlichen Kontext und in seine Beziehung zu anderen Kunstgattungen setzt. Das Siegerensemble wird mit dem Preis ausgezeichnet, mit dem eine Dotierung über 10.000 Euro verbunden ist. Das Preisträgerensemble erhielt zudem den Sonderpreis für einen Kompositionsauftrag der zusätzlich mit 3.000 Euro dotiert war. Des Weiteren wurde ein Förderpreis für den besten mündlichen Vortrag vergeben der mit 2.000 Euro dotiert war. Die beiden Zusatzpreise wurden mit der Unterstützung durch die Hans und Stefan Bernbeck-Stiftung ausgelobt. Wie im Jahr 2011 wurde der Preis zweimal verliehen und es gewannen das „Furiant Quartett“ mit Stefano Mesaglio (Violine), Vlad Popescu (Violine), Gregor Hrabar (Viola) und Nika Svarc (Violoncello), sowie das „Trio uBu“ mit Anna Neubert (Violine), Esther Saladin (Violoncello) und Christoph Stöber (Klavier). Die beiden Kompositionsaufträge wurden von der Jury jeweils an Márton Illés und Huihui Chen verliehen.
Mit dem Preis des Jahres 2019 wurde das „Trio Tempestoso“ bestehend aus den Musikern Andraž Golob (Klarinette), Urban Megušar (Violoncello) und Sanja Mlinarič (Akkordeon) ausgezeichnet. Der ausgeschriebene Sonderpreis für den besten mündlichen Vortrag wurde an das „Nerida Quartett“ mit Nevena Tochev (Violine), Saskia Niehl (Violine), Pietro Montemagni (Viola) und Alma Tedde (Violoncello) verliehen.
Am Wettbewerb des Jahres 2022 waren Kammermusik-Ensembles aller Musikhochschulen aus Deutschland, der Schweiz und Österreich zur Teilnahme zugelassen, die mit mindestens einem Violoncello besetzt sind. Neben der Aufführung eines oder mehrerer Stücke aus der Zeit nach 1950 muss das Ensemble einen Vortrag über das Stück gestalten, der das Werk in seinen zeitgeschichtlichen Kontext und in seine Beziehung zu anderen Kunstgattungen setzt. Nach dem Abschluss der beiden Wettbewerbsrunden vom 10. und 11. November 2022 wurde der Boris-Pergamenschikow-Preis 2022 dem Siegerensemble „ensemble N“ mit Paolo Vuono (Violine), Irini Liu (Violoncello) und Luca Lavuri (Klavier) am 14. November 2022 zuerkannt. Den zweiten Preis gewann das „Trio Orelon“, der dritte Preis wurde an das „Trio Glenn Gould“ verliehen und den Förderpreis erhielt das  „Percaso Quartet“. Das Gewinnerensemble aus dem Jahr 2019, das slowenische „Trio Tempestoso“, spielte im Preisträgerkonzert den mit dem Sonderpreis verbundenen Kompositionsauftrag für Klarinette, Violoncello und Akkordeon von Maximilian Zimmermann.